# Ernest Constans
Jean Antoine Ernest Constans (1833-1913) là một chính trị gia người Pháp, toàn quyền Đông Dương đầu tiên của Pháp trong giai đoạn 1887-1888.
Ernest Constans sinh tại Béziers (Hérault) ngày 3 tháng 5 năm 1833 và qua đời tại Paris ngày 7 tháng 4 năm 1913. Ông được chôn cất ở nghĩa trang St Croix (Aveyron).
Ernest Constans làm giáo sư luật tại Đại học Toulouse trước khi được bầu làm nghị sĩ vùng Haute-Garonne vào năm 1876. Tái đắc cử tháng 10 năm 1877, sau đó, ông được bổ nhiệm làm bộ trưởng nội vụ trong chính phủ của Charles de Freycinet (từ ngày 17 tháng 5 năm 1880 đến ngày 14 tháng 11 năm 1881).
Từ 16 tháng 11 năm 1887 đến tháng 4 năm 1888, Constans được bổ nhiệm làm toàn quyền đầu tiên ở Đông Dương thuộc Pháp.
Ngày 22 tháng 2 năm 1889, ông được chọn làm bộ trưởng nội vụ trong chính phủ của Pierre Tirard. Ngày 27 tháng 12 năm 1898, Constans được bổ nhiệm làm đại sứ Pháp tại Constantinople, Thổ Nhĩ Kỳ, vị trí mà ông giữ cho đến tháng 6 năm 1909.